# Krsmanići
Krsmanići es un pueblo ubicado en el municipio de Trnovo, en el cantón de Sarajevo, Bosnia y Herzegovina.

## Superficie
Cuenta con una superficie de 2,38 km².

## Demografía
Hasta 2013 la población era de 3 habitantes, con una densidad de población de 1,3 hab/km².
| Gráfica de evolución demográfica de Krsmanići entre 1961 y 2013                    |
|                                                                                    |
| Datos según Population statistics of Eastern Europe & former USSR y Statistika.ba. |